# Sycee

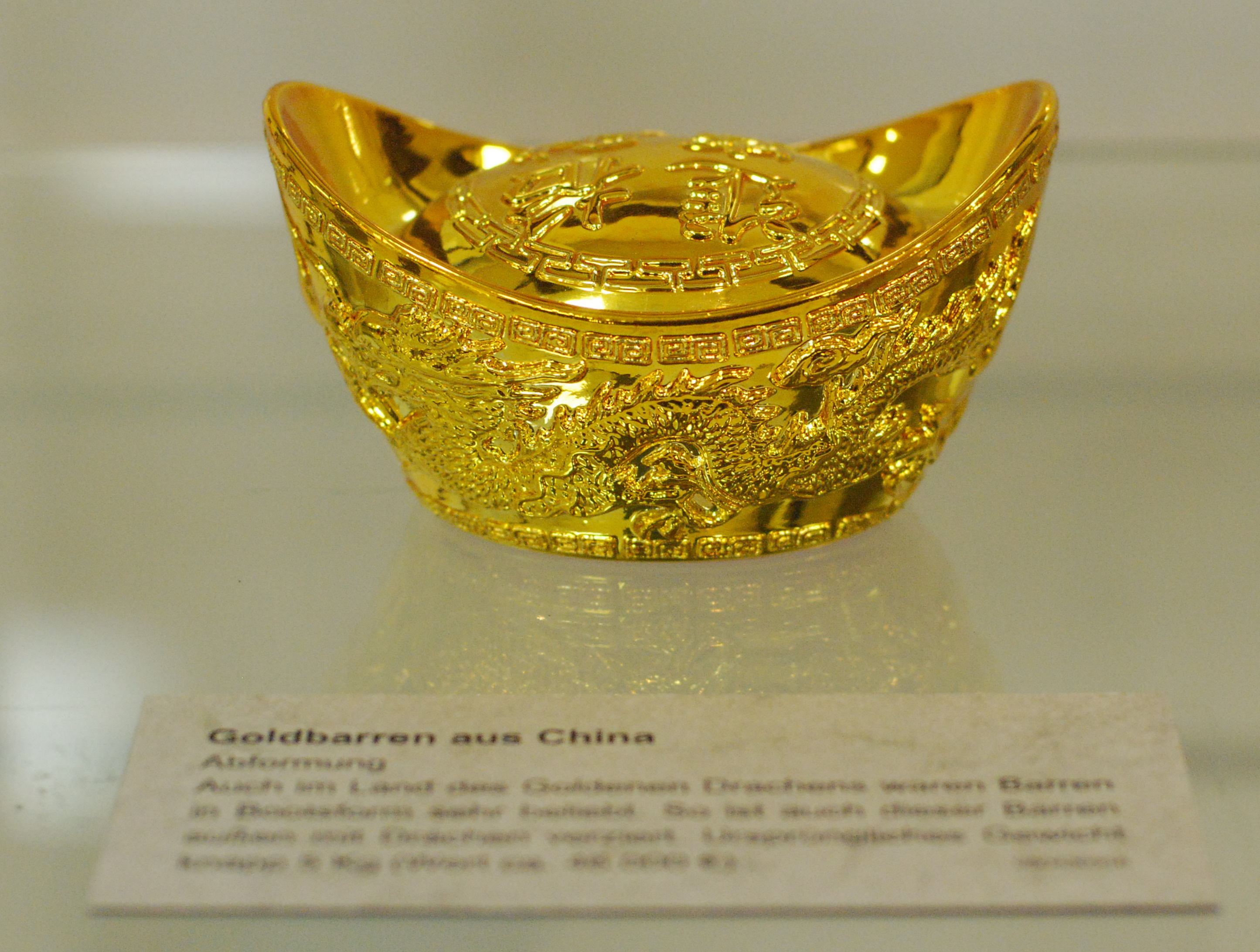
Een gouden sycee

Een sycee is een ruilmiddel dat tot in het begin van de 20e eeuw in China gebruikt werd. Deze waren gemaakt van zilver of goud en hadden meestal een vorm die leek op een boot. Ze werden in allerlei maten en gewichten geproduceerd maar de waarde werd wel steeds vergeleken met de tael, de Chinese zilveren munteenheid. Het gebruik was dus vergelijkbaar met dat van een goudstaaf.
De eerste sycees werden gemaakt tijdens de Qin-dynastie. Sycees spelen nog steeds een rol in de Chinese folklore. Ze staan symbool voor welvaart en tijdens het jaarlijkse geestenfeest worden papieren sycees verbrand.
Huidig:
Renminbi (Vasteland) · (nieuwe) Taiwanese dollar (Taiwan) · 
Hongkongse dollar (Hongkong) · Macause pataca (Macau)

Historisch:
Chinese kèpèng · Tael · Ban Liang · Sycee · Xin-dynastie · Jin-dynastie en de Zestien Koninkrijken · Liao-dynastie · Westelijke Xia · Zuidelijke Song-dynastie · Jin-dynastie (1115-1234) · Yuan-dynastie · Qing-dynastie · Tibet · Mantsjoekwo yuan